# Wiesengrund
Wiesengrund, niedersorbisch Łukojce, ist eine Gemeinde im Landkreis Spree-Neiße und liegt im südöstlichen Teil von Brandenburg. Sie gehört zum Amt Döbern-Land, das seinen Sitz in der Stadt Döbern hat. Die Gemeinde liegt im sorbischen Siedlungsgebiet.

## Geographie
Die Gemeinde Wiesengrund grenzt im Norden an Heinersbrück, im Nordosten an die Stadt Forst (Lausitz), im Osten an Groß Schacksdorf-Simmersdorf, im Südosten an Neiße-Malxetal, im Süden an Felixsee, im Südwesten an die Stadt Spremberg, im Westen an Neuhausen/Spree und im Nordwesten an das Stadtgebiet von Cottbus. Auf dem Gemeindegebiet wird ein Restloch des Braunkohlebergbaues geflutet. Daraus entsteht gegenwärtig durch allmähliche Flutung der Klinger See.
Weiterhin gibt es im an den See grenzenden Ortsteil Klinge eine geologisch wertvolle Eem-Grabung, die seit 2008 als Freilichtmuseum Zeitsprung besichtigt werden kann. Der Ortsteil Mattendorf grenzt im Süden an den Ausläufer des ebenfalls geologisch interessanten Muskauer Faltenbogens. Die längste Straßenverbindung von Nord nach Süd beträgt zwischen Mattendorf (Süd) und Klinge (Nord) 15 km; die Gemeinde Wiesengrund nimmt eine Gesamtfläche von 50 km² ein.

## Gemeindegliederung
Wiesengrund besteht aus folgenden Orts- und bewohnten Gemeindeteilen sowie Wohnplätzen:
- Gahry (niedersorbisch Garjej)
- Gosda (Gózd) mit den Gemeindeteilen Dubrau (Dubrawa) und Klinge (Klinka)
- Jethe (Jaty) mit dem Gemeindeteil Smarso (Smaržow) und dem Wohnplatz Kreuzschänke (Kśicna Kjarcma)
- Mattendorf (Matyjojce)
- Trebendorf (Trjebejce)

## Geschichte
Gahry, Gosda, Mattendorf und Trebendorf gehörten seit 1816 zum Kreis Cottbus, Jethe zum Kreis Sorau in der preußischen Provinz Brandenburg. Nach der Auflösung des Landkreises Sorau am 1. April 1946 wurde Jethe in den Landkreis Spremberg umgegliedert. 1952 wurden alle Gemeinden in den neu gebildeten Kreis Forst im DDR-Bezirk Cottbus eingegliedert. Seit 1993 liegen sie im brandenburgischen Landkreis Spree-Neiße.
Die Gemeinde Wiesengrund entstand im Rahmen der brandenburgischen Gemeindegebietsreform durch freiwilligen Zusammenschluss der Gemeinden Gahry, Gosda, Jethe, Mattendorf und Trebendorf zum 31. Dezember 2001.

## Bevölkerungsentwicklung
| Jahr | Einwohner |
| ---- | --------- |
| 2001 | 1 696     |
| 2005 | 1 686     |
| 2010 | 1 516     |
| 2015 | 1 390     |
| 2020 | 1 347     |

| Jahr | Einwohner |
| ---- | --------- |
| 2021 | 1 342     |
| 2022 | 1 326     |
| 2023 | 1 345     |
| 2024 | 1 338     |

Gebietsstand des jeweiligen Jahres, Einwohnerzahl: Stand 31. Dezember, ab 2011 auf Basis des Zensus 2011, ab 2022 auf Basis des Zensus 2022

## Religion
Die Dörfer Gahry, Trebendorf und Mattendorf sind schon vor 1812 in die evangelische Kirchengemeinde Komptendorf eingepfarrt worden, da sie keine eigene Kirche besitzen. Die Kirche von Klinge wurde zu DDR-Zeiten dem Braunkohleabbau geopfert. Jetzt gehen die Klinger, Gosdaer und Dubrauer in die Fachwerkkirche in den Ortsteil Dubrau.

## Politik

### Gemeindevertretung
Die Gemeindevertretung von Wiesengrund besteht aus 10 Gemeindevertretern und dem ehrenamtlichen Bürgermeister. Die Kommunalwahl am 9. Juni 2024 führte bei einer Wahlbeteiligung von 79,2 % zu folgendem Ergebnis:
| Partei / Wählergruppe                | Stimmenanteil | Sitze |
| ------------------------------------ | ------------- | ----- |
| Freie Wählergemeinschaft Wiesengrund | 35,1 %        | 4     |
| Freie Wähler Zukunft Wiesengrund     | 24,4 %        | 2     |
| Wählergruppe Trebendorf              | 24,0 %        | 2     |
| Wählergruppe Wir für Jethe/Smarso    | 09,6 %        | 1     |
| Einzelbewerber Robert Woidtow        | 06,9 %        | 1     |

### Bürgermeister
- 2002–2019: Egbert S. Piosik (Freie Wählergemeinschaft Wiesengrund)[11]
- seit 2019: Norman Schlüter (Einzelbewerber; 2019–2024 Wählergruppe Pro Trebendorf)

Schlüter wurde bei der Bürgermeisterstichwahl am 30. Juni 2024 mit 62,2 % der gültigen Stimmen für eine Amtszeit von fünf Jahren gewählt. Die Wahlbeteiligung lag bei 46,3 %.

## Sehenswürdigkeiten

### Bauwerke
In der Liste der Baudenkmale in Wiesengrund stehen die in der Denkmalliste des Landes Brandenburg eingetragenen Baudenkmale. Zu diesen gehören unter anderem das Gutshaus im Ortsteil Gahry und die Fachwerkkirche im Gemeindeteil Dubrau.
Das Bahnhofsgebäude in Klinge befindet sich im Aufnahmeverfahren. Weitere sehenswerte Gebäude sind die Tiefkirche und der alte Schafstall im Ortsteil Gosda, das Schloss Trebendorf und die 1907/08 gebaute ehemalige Mattendorfer Schule.

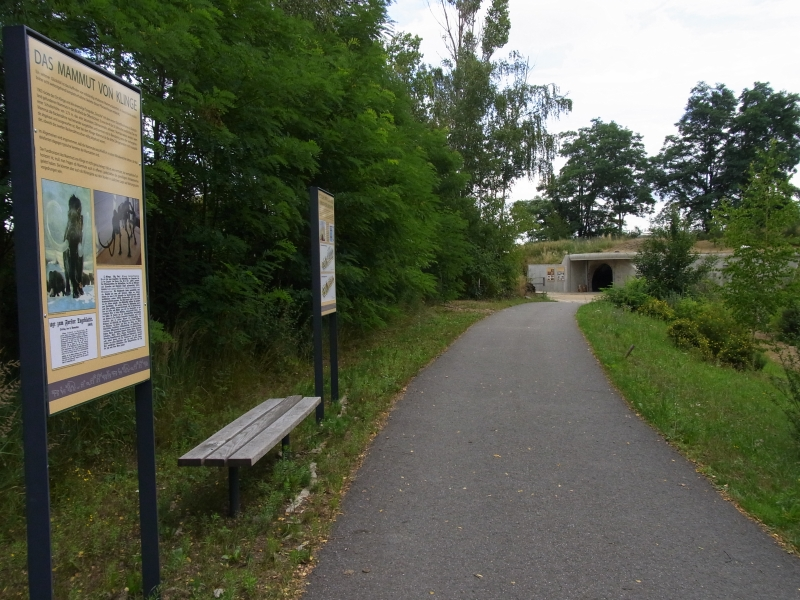
Eingangsbereich zum Museum Zeitsprung
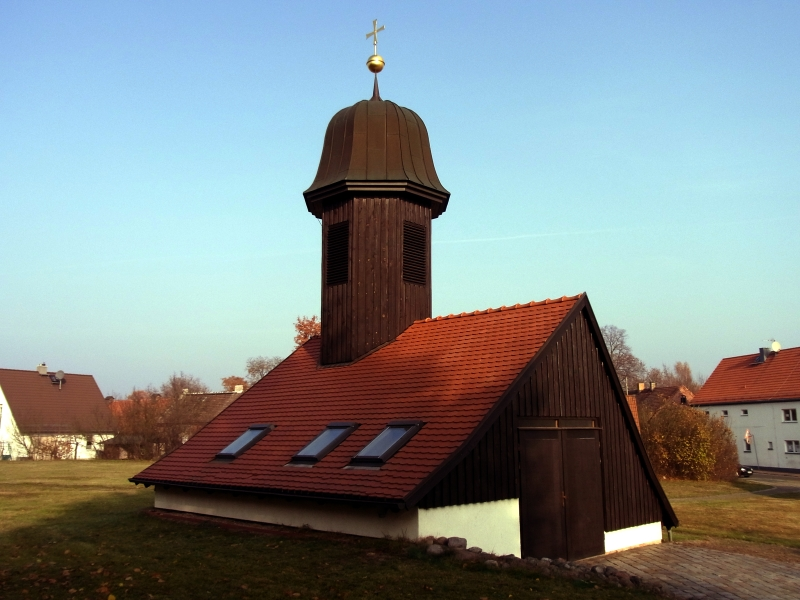
Tiefkirche in Gosda, Kirchturmnachbau der ehemaligen Klinger Kirche
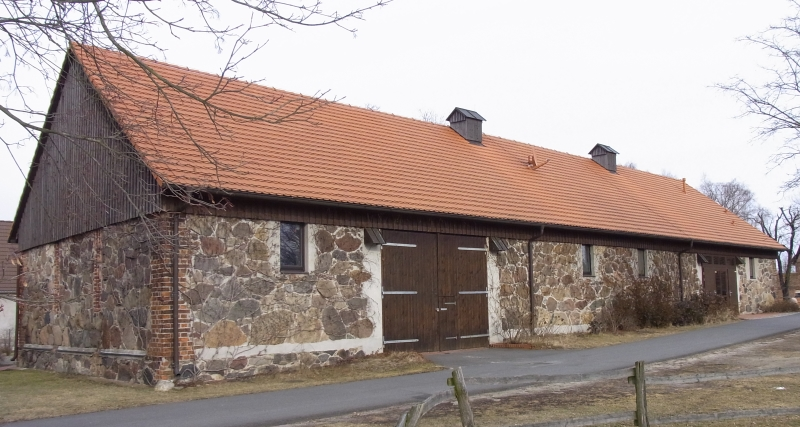
Alter Schafstall Gosda
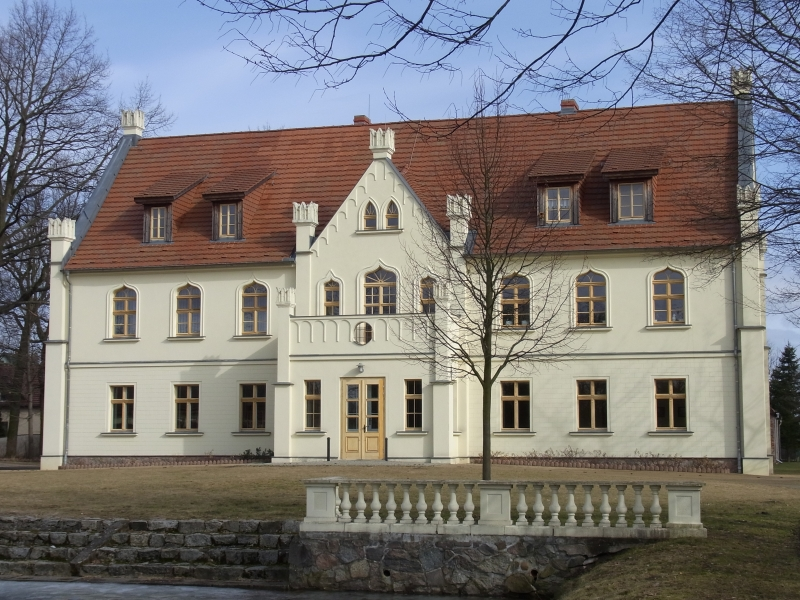
Gutshaus Gahry, 2012
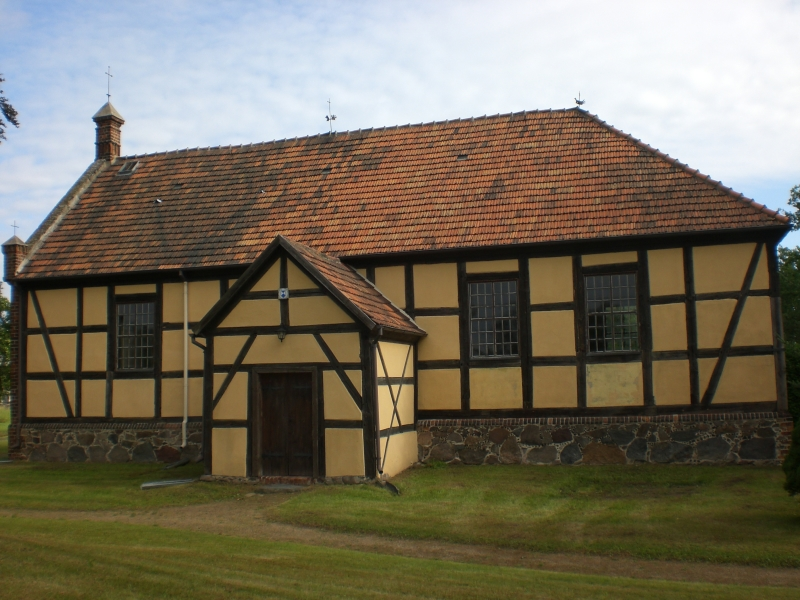
Fachwerkkirche in Dubrau

### Parks
Der alte Park zwischen Trebendorf, Mattendorf und Gahry mit der Begräbnisstätte der früheren Eigentümer des Trebendorfer Schlosses (von Natzmer) stellt die Verbindung zwischen dem Gutshaus Gahry und dem Schloss in Trebendorf her.

### Wetterlehrpfad
Im Ortsteil Mattendorf existiert eine Wetterstation. Der Verein Wetter-Ost begann im Jahr 2006 mit dem Aufbau eines „Wetterlehrpfades“, der Interessierten, insbesondere aber auch Kindern und Jugendlichen, das Entstehen des Wetters nahebringen soll (z. B. Blitzmaschine, Windmaschine, aber auch Energiegewinnung mit einem neuen Windrad). Am 5. Mai 2007 wurde im Beisein des Ministers (und heutigen Ministerpräsidenten) Dietmar Woidke der Prototyp eines neuartigen (quer liegenden) Windrades eingeweiht. Dieses erhebt sich am Rande des Muskauer Faltenbogens über Mattendorf.

## Verkehr
Wiesengrund liegt an der Landesstraße L 49 zwischen Cottbus und Forst (Lausitz). Die L 481 verbindet die Ortsteile Trebendorf und Gahry miteinander und führt zur Bundesstraße 115 (Forst–Döbern). Die Bundesautobahn 15 (Dreieck Spreewald–polnische Grenze) durchquert das Gemeindegebiet. Die nächstgelegenen Anschlussstellen sind Roggosen bzw. Forst.
Der Bahnhof Klinge liegt an der Bahnstrecke Cottbus–Forst (Lausitz) und wird von der Regionalbahnlinie RB 46 Cottbus–Forst (Lausitz) bedient.